# Trifolium hirtum
El Trifolium hirtum es una especie de la familia de las Fabáceas.

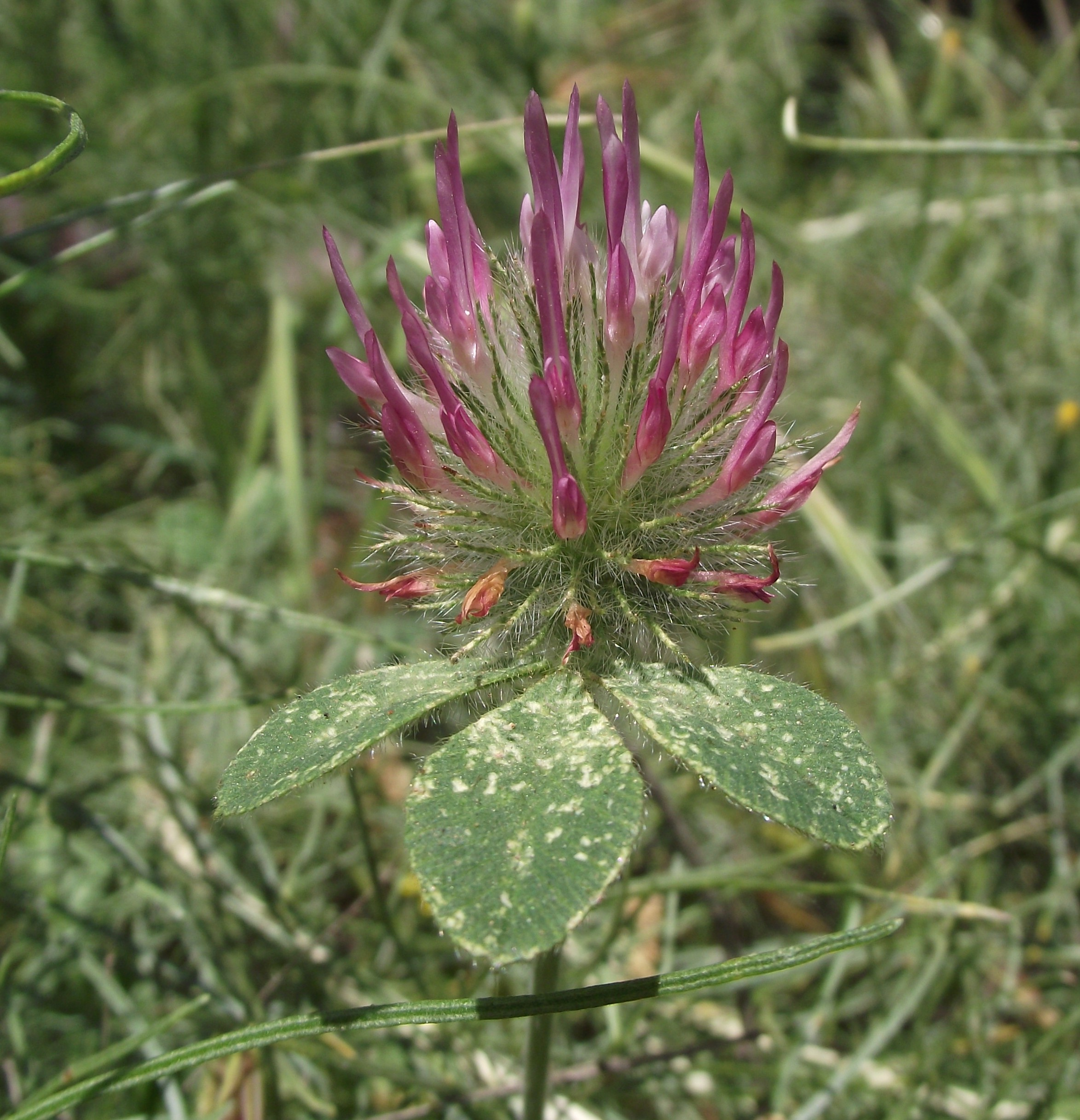
Inflorescencia

## Descripción
Es un Trébol de hasta 40 cm de alto, con tallos pelosos, a menudo ramificados. Los folíolos que componen las hojas son ovoideos en cuña, denticulados por arriba y rara vez escotados. Las estípulas de las que parten las hojas son lanceoladas, bruscamente estrechadas en la parte libre. Las flores se agrupan en cabezuelas de 15-25 mm de anchura, con pelos densos, globosas, solitarias, sentadas y con involucro. La corola es rosa o púrpura y sobresale del velludo cáliz. Semillas gruesas de tono amarillento. Florece a mediados de primavera.

## Hábitat
En terrenos secos y arenosos.

## Taxonomía
Trifolium hirtum fue descrita por Carlo Allioni y publicado en Auctuarium ad Floram Pedemontanam 20–21. 1789.
Citología
Número de cromosomas de Trifolium hirtum (Fam. Leguminosae) y táxones infraespecíficos: 
2n=10
Etimología
Trifolium: nombre genérico derivado del latín que significa "con tres hojas".
hirtum: epíteto latino que significa "peluda"
Sinonimia
- Trifolium pictum M.Bieb.	[6]

## Nombre común
- Castellano: trébol rosa, trébol velloso.[7]